# Колосков, Фёдор Филиппович
Фёдор Филиппович Колосков — советский хозяйственный, государственный и политический деятель.

## Биография
Родился в 1922 году. Член КПСС с 1951 года.
С 1941 года — на хозяйственной, общественной и политической работе. В 1941—1982 гг. — слесарь, хозяйственный работник в городе Москве, партийный работник в городе Москве, 1-й секретарь Тушинского райкома КПСС города Москвы.
Делегат XXIV, XXV и XXVI съездов КПСС.
Умер после 1991 года.